# 呂澤日河
呂澤日河（法語：Luzège，法語發音：[lyzɛʒ]）是法國的河流，位於該國中南部，屬於多爾多涅河的右支流，河道全長64.2公里，流域面積437平方公里，平均流量每秒9.9立方米，發源自梅马克，河口處在苏尔萨克和吕泽日河畔拉瓦勒之間。

## 外部連結
- http://www.geoportail.fr（页面存档备份，存于）
- The Luzège at the Sandre database